# Cogny (Cher)
 Cogny  es una población y comuna francesa, situada en la región de  Centro, departamento de Cher, en el distrito de Saint-Amand-Montrond y cantón de Dun-sur-Auron.

## Demografía
| 78 | 75 | 60 | 40 | 36 | 40 |
| Para los censos de 1962 a 1999 la población legal corresponde a la población sin duplicidades (Fuente: INSEE [Consultar]) |    |    |    |    |    |